# Ottóháza
Ottóháza (korábban Otócz, szlovénül: Otovci, vendül Otouvci) falu Szlovéniában, Muravidéken, Pomurska régióban. Közigazgatásilag Battyándhoz tartozik.

## Fekvése
Muraszombattól 20 km-re északra, a Vendvidéki-dombság (Goričko) területén a Macskóc-patak forrásvidékén fekszik. Pecsnaróc és Otóc egyesítése.

## Története
1366-ban "Othouch in districtu Waralyakurniky" (azaz Otóc a Váraljakörnyéki kerületben) néven említik először. Egyike volt annak a 73 falunak, melyet I. Lajos magyar király cserélt el 1365-ben Széchy Miklóssal Éleskő és Miskolc uradalmáért, valamint a Szent Péter és Pál apostolok tiszteletére létesült tapolcai apátság kegyuraságáért. Felsőlendva várának tartozéka volt. 1499-ben "Othowcz" néven szerepel. Az 1698-as egyházlátogatási jegyzőkönyv szerint Pecsnaróc a felsőlendvai Nagyboldogasszony, Otóc a Péterhegyi Szentháromság plébániához tartozott. Az 1785-ös kataszteri térképen Ottóháza Ottócz néven szerepel, a szomszédos Pecsnaróc azonban már nem látható.
Vályi András szerint " OTÓCZ. Vas Várm. földes Ura G. Nádasdy Uraság, lakosai katolikusok, fekszik Lendvához közel, mellynek filiája, határjának földgye sovány, szőleje, és fája tűzre van."
Fényes Elek szerint " Otócz, vindus falu, Vas vmegyében, a felső-lendvai uradalomban, 40 kath., 50 evang. lak., kopár, kövecses határral."
Vas vármegye monográfiája szerint " Ottóháza, vend község, 75 házzal és 489 r. kath. és ág. ev. vallású lakossal. Postája Tót-Keresztúr, távírója Csákány. A község házai szétszórtan vannak építve. Lakosai mint napszámosok, távol vidéken keresik kenyerüket."
1890-ben Ottóházának 419 lakosa volt, közülük 418 szlovén és egy magyar. 1910-ben 472, túlnyomórészt szlovén lakosa volt. A trianoni békeszerződésig Vas vármegye Muraszombati járásához tartozott. 1919-ben átmenetileg a de facto Mura Köztársaság része lett, majd a Szerb–Horvát–Szlovén Királysághoz csatolták, ami 1929-től Jugoszlávia nevet vette fel. 1921-ben 500 szlovén és három egyéb etnikumú lakosa volt. Közülük 164 katolikus és 339 evangélikus vallású volt. 1931-ben 463 lakosa volt. 1941-ben átmeneti időre ismét Magyarországhoz tartozott, 1945 után visszakerült jugoszláv fennhatóság alá. 1961-ben 411-en lakták. 1971-ben 81 háza, 80 háztartása és 341 lakosa volt, többségük mezőgazdasággal foglalkozott. 1991 óta a független Szlovénia része. 2002-ben 255 lakosa volt.